# Saint-Forgeux
Saint-Forgeux è un comune francese di 1 414 abitanti situato nel dipartimento del Rodano della regione Alvernia-Rodano-Alpi.

## Società

### Evoluzione demografica
Abitanti censiti